# Carter (Fernsehserie)
Carter ist eine kanadische Krimi-Dramedy. Im deutschsprachigen Raum wird sie seit 7. Januar 2019 beim Bezahlsender Universal TV ausgestrahlt. Die Serie wurde um eine zweite Staffel verlängert, die im Gegensatz zur ersten, die beim kanadischen Sender Bravo zu sehen war, beim größeren Network CTV anlaufen wird.
In den USA wird sie durch den Sender WGN America ausgestrahlt.

## Handlung
Die Serie zeigt Harley Carter, den kanadischen Star einer erfolgreichen amerikanischen Detektivserie, der in seine Heimatstadt zurückkehrt, um sein Leben zu überdenken, nachdem er auf dem roten Teppich einer Preisverleihung einen öffentlichen Zusammenbruch erlebt hatte. Nachbarn in seiner Heimat können ihn nicht mehr von seiner Fernsehpersönlichkeit unterscheiden und fordern ihn immer wieder auf, echte Fälle zu untersuchen.

## Besetzung

### Hauptbesetzung
- Jerry O’Connell als Harley Carter
- Sydney Tamiia Poitier als Detective Sam Shaw
- Varun Saranga als Junior Agent Vijay Gill
- Matt Baram als Evidence Tech Wes Holm
- Kristian Bruun als Dave Leigh
- Brenda Kamino als Dot Yasuda

### Wiederkehrende Darsteller
- John Bourgeois als Police Chief Angus Pershing
- Denis Akiyama als Koji Yasuda
- Joanne Boland als Medical Examiner Nicole Walker
- Sherry Miller als Mayor Grace Hamilton